# Дикун (фільм, 1988)
«Дикун» — радянський художній фільм 1988 року, знятий режисером Камарою Камаловою на кіностудії «Узбекфільм».

## Сюжет
Дія фільму відбувається на початку п'ятдесятих років у провінційному узбецькому місті. Страх і відчуження проникли та в це колись затишне містечко. Герой фільму, підліток Алік, одного разу стає свідком хамського вчинку сусіда, який зробив на доносах карколомну кар'єру. Заступившись за безпорадну жінку, юний герой тим самим підписує собі вирок.

## У ролях
- Ріфат Сафіулін — головна роль
- Алла Смірдан — головна роль
- Сабіра Атаєва — головна роль
- Валерій Шадиєв — роль другого плану
- Єлизавета Нікіщихіна — роль другого плану
- Тетяна Канаєва — роль другого плану
- Т. Павлова — роль другого плану
- Михайло Мамедов — роль другого плану
- Нурлан Абдикадиров — роль другого плану
- Діна Мусрепова — роль другого плану
- Т. Мамедова — роль другого плану
- С. Єфремов — роль другого плану
- Рустам Ісаєв — роль другого плану
- Дільмурад Аббасов — роль другого плану
- Атабек Файзієв — роль другого плану

## Знімальна група
- Режисер — Камара Камалова
- Сценарист — Рустам Ібрагімбеков
- Оператор — Олег Мартинов
- Композитор — Євген Дога
- Художник — Алім Матвійчук